# Kraljevski botanički vrtovi u Kewu
Kraljevski botanički vrtovi u Kewu ili Kewski vrtovi su 121 hektar vrtova i botaničkih staklenika između Richmonda i Kewa u jugozapadnom Londonu (Engleska), otvoreni 1759. godine. U njegovom sastavu je i Palača Wakehurst s vrtovima u Sussexu. To je međunarodni botanički istraživački centar i obrazovna institucija s preko 700 uposlenika i prihodom od 56 milijuna £ godišnje (31. ožujka 2008.), ali i turistička atrakcija koja privlači skoro 2 milijuna posjetitelja godišnje.
Ravnatelj Kraljevskih botaničkih vrtova, trenutno prof. Stephen D. Hopper, odgovoran je za najveću svjetsku kolekciju živih biljaka od više od 30.000 primjeraka, ali i najveći herbarij na svijetu s preko 7 milijuna primjeraka. Knjižnica Kewskih vrtova posjeduje više od 750.000 svezaka i više od 175.000 ilustracija i crteža biljaka. Vrtovi su smješteni na otvorenom krajoliku od svjetskog značaja i u 37 zgrada koje su sve britanski spomenici kulture. Od 2003. godine upisani su na UNESCO-ov popis mjesta svjetske baštine u Europi zbog njegovog značaja i neprekinutog doprinosa proučavanju biljne raznolikosti i ekonomične botanike u povijesnom krajoliku.

## Uprava
Kraljevski botanički vrtovi u Kewu upravljaju botaničkim vrtovima u Kewu (Kew Gardens) te Wakehurst Placeom u Sussexu. Kraljevski botanički vrtovi su istraživačka i obrazovna ustanova koja zapošljava 750 osoba. Po ulozi je neministarsko javno tijelo (non-departmental public body), vrsta quangoa ( quasi non-governmental organisation). Pokrovitelj joj je ministarstvo okoliša, hrane i seoskih poslova Ujedinjenog Kraljevstva (Department for Environment, Food and Rural Affairs).

## Povijest
Kew vrtova je kao egzotični park započeo Lord Capel John od Tewkesburyja 1759. godine, a proširila ih je Augusta Dowager, britanska priceza i udovica princa Fridrika za kojega je Sir William Chambers 1761. godine izgradio kinesku pagodu koja i danas stoji u parku. Kralj Đuro III. je uz pomoć Williama Aitona i Sir Josepha Banksa obogatio vrtove, koji je kupio i susjednu "Nizozemsku kuću" 1781. godine kako bi poslužila kao vrtić za kraljevsku djecu. Danas je poznata kao Kew palača.
Kolekcija vrta je rasla neravnomjerno do ustoličenja njenog prvog ravnatelja, Francisa Masona 1771. godine. God. 1840. vrtovi su službeno postali Državni botanički vrt, a za vrijeme revnatelja Williama Hookera, njihova površina je povećana na 30 hektara, uključujući i arboretum koji je imao 109 hektara.
Kuću palmi je izgradio Decimus Burton od 1844. – 1848. godine kao prvu veliku građevinu od metalne konstrukcije na svijetu. Sve staklene ploče na njoj su ručni rad. Umjerena kuća, koja je duplo veća od Kuće palmi, je izgrađena u 19. stoljeću i danas je najveći viktorijanski staklenik.
Ovdje je u 19. stoljeću prvi put promoviran uzgoj drveta gume izvan Južne Amerike.
U veljači 1913. godine Kuća čaja je izgorjela nakon što su je zapalile sufražetkinje Olive Wharry i Lilian Lenton tijekom njihovih vandalizama u Londonu.
U listopadu 1987. Kewski vrtovi su izgubili stotine stabala tijekom velike oluje. U lipnju 2003. godine postali su UNESCO-ova svjetska baština.

## Odlike

### Profesionalne ustanove
- Herbarij u Kewu je najveći na svijetu s oko 7 milijuna primjeraka, osobito tropskih, koji se koriste u taksonomskim proušavanjima.[4]
- Banka sjemena je u sklopu konzervatorskog projekta "Milenijska banka sjemena" (Wakehurst Place, Sussex) kojom se biljke žele zaštititi od istrebljenja.
- Knjižnica i arhiv u Kewu je jedna od najvećih botaničkih kolekcija u svijetu s preko milijun predmeta, uključujući knjige, botaničke ilustracije, fotografije, pisma, rukopisi, periodni sustavi i karte. U Knjižnici Jodrell smjetena je knjižnica Ekonomske botanike i mikologije.
- Forenzička hortikultura je oblik pomaganja botaničkog vrta policijskom istraživanju.
- Ekonomska botanika je laboratorij koji se bavi održivom upotrebom i uzgojem biljka u Ujeinjenom Kraljevstvu, ali i drugim svjetkim područjima. On sadrži više od 90.000 botaničkog materijala i etnografskih izložaka koji su izloženi u Muzeju br. 1.

### Atrakcije
- Alpska kuća (2006.) ima automatska sjenila koja sprječavaju njeno pregrijavanje i sustav prirodne ventilacije (labirint cijevi koje se hlade tako što su zakopane na dubinu konstantne temperature) koji uvijek upuhuje svjež hladan zrak potreban za planinsko bilje.
- Chokushi-Mon je kopija karamona (samostojećeg portala) japanskog hrama Niši Hongan-dži (Kyoto) izgrađen za japansku izložbu 1910. godine.
- Brdo komposta je najveće na svijetu a čine ga ostaci biljaka iz Kewskih vrtova i gnojivo iz obližnje konjušnice.
- Perivoji kroz vrtove služe za organizirane obilaske koji su besplatni svaki dan od 11 do 14 sati. Kew Explorer je usluga tramvaja na plinski pogon (kako bi se minimaliziralo zagađenje) sa 72 sjedala koji kruži kroz vrtove, s vozačem i vodičem.
- Palača Kew je najmanja britanska kraljevska palača iz 1631. godine u nizozemskom stilu. Straga ima Kraljičin vrt u kojem se uzgajaju samo biljke koje su bile u Ujedinjenom Kraljevstvu u 17. stoljeću i medicinsko bilje.
- Kuća Minka je japanska drvena kuća iz 1900. godine, izvorno sagrađena u predgrađu Okazakija u Japanu, te rastavljena i 2001. premještena u Kew, i opremljena 2006. godine.
- Gaerija Marianne North iz 1880-ih sadrži 832 slike Marianne North koja je putujući Amerikama i Azijom slikala biljke.
- Muzej br. 1. je iz 1857. (Decimus Burton) uz Kuću palmi i prikazuje izloške koji ilustriraju ljudsku ovisnost o biljkama, uključujući alatke, odjeću, hranu i lijekove. Gornji katovi su obrazovni centar.

- Konzervatorij Nash u neoklasicističkom stilu iz 1836. godine sadrži izložbu fotografija.
- Oranžerija (Sir William Chambers) iz 1761. godine ima promjer 28 x 10 m i danas je restoran.
- Pagoda iz 1762. godine (Sir William Chambers) je kopija kineske pagode Ta i ima deset oktogonalnih katova koji se sužavaju prema gore, a svaki kat ima karakteristične kineske krovove. Visoka je 50 metara, a u prizemlju ima promjer od 15 m.
- Dianin konzervatorij je treći najveći i napravljen je 1987. godine pod pokroviteljstvom princeze Diane i ima deset kompjuterski kontroliranih mikro-klimatskih zona s primjercima biljaka iz suhih i vlažnih tropa (npr. orhideje, cacti i mesožderke)
- Brvnara kraljice Charlotte iz 18. stoljeća je bila vjenčani dar kralja Đure III.
- Rhizotron (2008.) je prostorija s brončanim reljefom drveta na kojemu su LCD zasloni koji pokazuju posjetiteljima što se događa s biljkama ispod tla.
- Sackler prijelaz (Buro Happold i John Pawson) od granita i bronce iz 2006. godine prelazi preko jezera.
- Galerija Shirley Sherwood iz 2008. godine je galerija botaničke umjetnosti kolekcije Dr. Shirley Sherwood čije slike kruže svakih 6 mjeseci.
- Umjerena kuća iz 19. stoljeća je najveći viktorijanski staklenik, a sadrži biljke iz umjerene klime širom svijeta.
- Xstrata (2008.) je šetnica iznad krošanja koje svojom visinom od 18 metara i duljinom od 200 m pruža posjetiteljima nesvakidašnji pogled na vrhove krošanja.[5] Ima i stubište i dizalo, te pod koji je napravljen od metala koji se savija pod težinom posjetitelja.
- Kuća lopoča je najvlažniji i najtopliji staklenik u Kewu, a sadrži veliku kolekciju raznih lopoča i biljaka iz toplih krajeva.

- Alspka kuća
- Chokushi-Mon
- Minka kuća
- Konzervatorij Nash
- Dijanin konzervatorij
- Brvnara kraljice Charlotte
- Kew Rhizotron
- Šetnica iznad krošanja

### Kolekcije biljaka
- Vodeni vrt iz 1909. godine sadrži kolekciju vodenih i priobalnih biljaka s velikim središnjim i manjim kutim bazenima.
- Arboretum prekriva polovinu botaničkih vrtova, a ima više od 14.000 stabala od više tisuća vrsta drveća.
- Travnati vrt iz 1980-ih ima izloške ukrasnih i ekonomskih travnjaka od više od 580 vrsta trava.
- Park Herbaceous (1860-ih) je park u kojemu studenti uče razlikovati biljke koje su poredane po vrstama i rodovima.
- Vrt ruža se nalazi iza Kuće palmi
- Ostale kolekcije i specijalizirana područja parka posvećena su ovim biljkama: bonsai, rodedendron, azaleja, bambus, juniper, berberis dell, ljiljani, magnolija i paprati.

## Vanjske poveznice
- Službena stranica (engl.)
- BBC A Year at Kew - dokumentarni film (engl.)
- Explore Kew Gardens Virtuali obilazak s panoramom od 360°, mini filmovima i kartama (engl.)